# Micena llenegosa
Les micenes llenegoses són micenes, cama-secs micenoides, de barret i cama llenegoses .

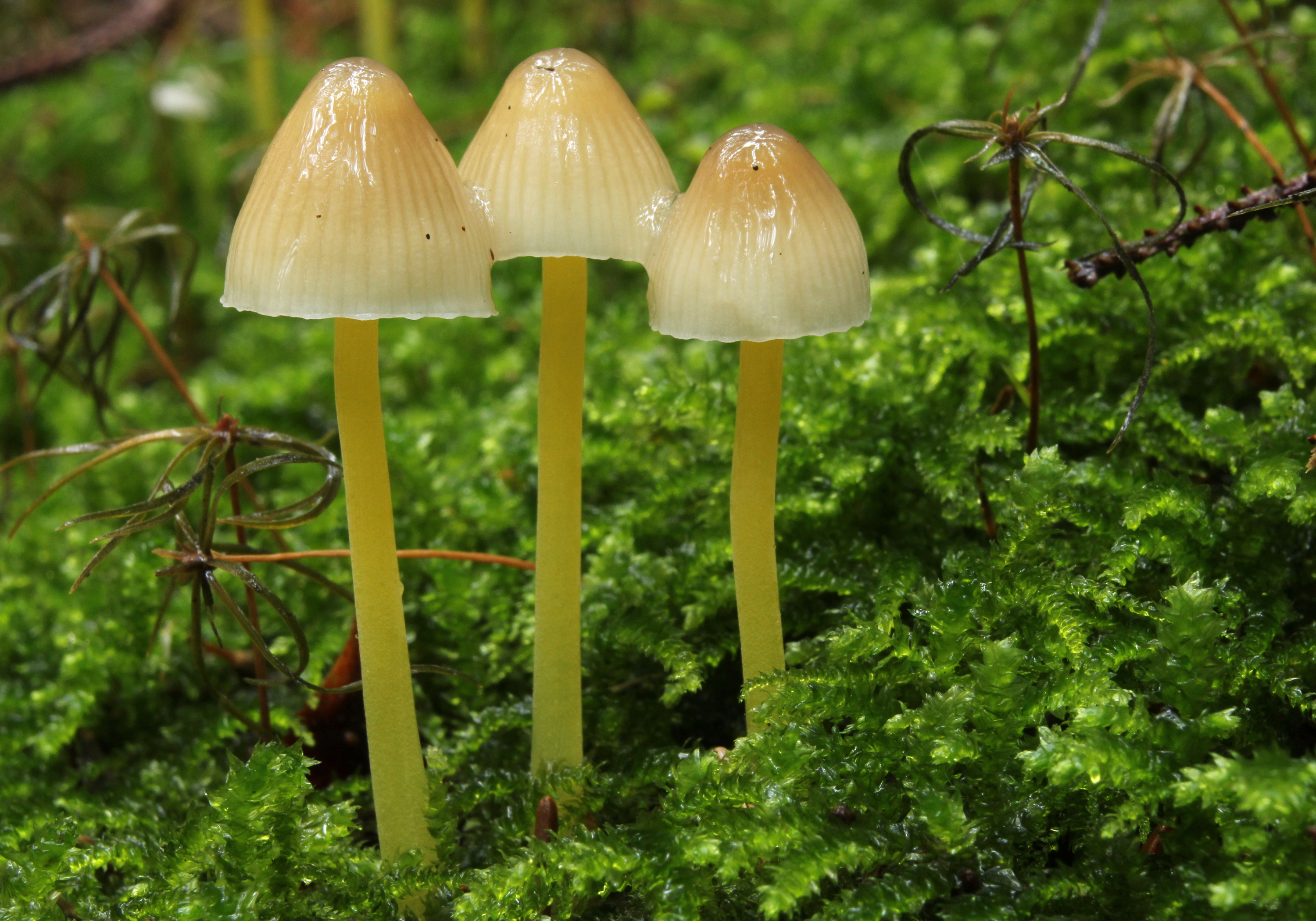
Micena llenegosa de cama llimona (Mycena epipterygia)

## Espècies de micenes llenegoses
Les espècies de micenes llenegoses més corrents són:
- Mycena epipterygia, micena llenegosa de cama llimona
- Mycena vulgaris, micena llenegosa de fulles de pi
- Mycena calceata, micena llenegosa de peu pelut